# Danielle Parkinson
Danielle Parkinson es una deportista neozelandesa que compitió en triatlón. Ganó una medalla de plata en el Campeonato de Oceanía de Triatlón de 2015 en la prueba de relevo mixto.

## Palmarés internacional
| Campeonato de Oceanía | Campeonato de Oceanía           | Campeonato de Oceanía | Campeonato de Oceanía |
| Año                   | Lugar                           | Medalla               | Prueba                |
| --------------------- | ------------------------------- | --------------------- | --------------------- |
| 2015                  | Mount Maunganui (Nueva Zelanda) | Medalla de plata      | Relevo mixto          |